# Sukceskomponisten
Sukceskomponisten er en dansk film fra 1954, skrevet og instrueret af Peer Guldbrandsen. Historien om en organist, der også begynder at skrive schlagere.

## Medvirkende
- Louis Miehe-Renard
- Paul Hagen
- Helge Kjærulff-Schmidt
- Jakob Nielsen
- Maria Garland
- Lise Ringheim
- Johannes Meyer
- Keld Markuslund
- Povl Wöldike
- Ebba Amfeldt
- Jørgen Ryg